# Confissões de Adolescente (filme)
Confissões de Adolescente é um filme de comédia dramática brasileiro dirigido por Daniel Filho e estrelado por Sophia Abrahão, Bella Camero, Malu Rodrigues e Clara Tiezzi. Abrahão também aparece na trilha sonora do filme, interpretando "O Leãozinho" e "Sina", canções originalmente interpretadas por Caetano Veloso e Djavan, respectivamente. A estreia do filme ocorreu no dia 10 de janeiro de 2014, sob a distribuição da Sony Pictures.
O filme é baseado na série de televisão homônima, exibida entre 1994 e 1996 pela TV Cultura e no livro de mesmo nome, ambos de autoria de Maria Mariana. O seriado, no qual são baseadas as personagens do filme, foi estrelado por Maria Mariana, Georgiana Góes, Dani Valente e Deborah Secco, que também participaram do filme, porém em outros papéis.

## Enredo
O filme conta a história de quatro irmãs: Tina, Bianca, Alice e Karina, que precisam ajudar o pai que está passando por dificuldades financeiras ao mesmo tempo que descobrem e vivenciam momentos típicos da adolescência. Cada uma dessas irmãs trilha um caminho diferente: Tina se preocupa em arrumar um emprego; Bianca em esconder um relacionamento com uma menina; Alice em perder sua virgindade; e Karina em não saber lidar com as paqueras por ser insegura. Só o amor fraternal que as irmãs sentem é capaz de fazer esse quarteto passar pelas experiências da idade da melhor forma possível e juntas adquirirem forças para superarem quaisquer barreiras pelo caminho.

## Elenco
- Sophia Abrahão como Cristina (Tina) (equivalente de Diana)
  - Anna Rita Cerqueira como Cristina (Tina) (jovem)
- Bella Camero como Bianca (equivalente de Bárbara)
- Malu Rodrigues como Alice (equivalente de Natália)
- Clara Tiezzi como Karina (equivalente de Carol)
- Cássio Gabus Mendes como Paulo (equivalente de Paulo)
- Olívia Torres como Juliana
- Tammy Di Calafiori como Talita
- Christian Monassa como Marcelo
- Hugo Bonemer como Lucas
  - Eduardo Melo como Lucas (jovem)
- Guilherme Prates como Ricardo
- João Fernandes como Felipe
- Bruno Jablonski como Pedro
- Ana Vitória Bastos como Helô
- Lucca Diniz como Bruninho
- Dieter Fuhrich como Márcio
  - José Victor Pires como Márcio (jovem)
- Bruna Griphao como Bruna
- Julia Mestre como Claudinha (equivalente de Juba)
- Nina Albuquerque como Joana
- Maria Mariana como Dra. Kátia
- Georgiana Góes como Profª. Selma
- Dani Valente como mãe de Marcelo
- Deborah Secco como mãe de Felipe
- Thiago Lacerda como ele mesmo
- Caio Castro como ele mesmo
- Cintia Rosa como Renata (equivalente de Ingrid)
- Gabriel Totoro como um vizinho
- Kika Freire como Profª. Cida
- Dida Camero como Vaninha (equivalente de Dona Terezinha)
- Os Dentes como eles mesmos

## Trilha sonora
- "What Would You Say", Tiago Iorc
- "Tchubaruba", Mallu Magalhães
- "Se Joga", Naldo Benny
- "Macaé", Clarice Falcão
- "Fred Astaire", Clarice Falcão
- "Baby", Gal Costa
- "2012", Silva
- "Malha Funk", Bonde do Tigrão
- "O Leãozinho", Sophia Abrahão
- "Sina", Sophia Abrahão
- "Victimless Crime", Maria Luiza
- "Desvenda", Os Dentes

Fonte:

## Recepção

### Crítica
No Cinema com Rapadura, Darlano Didimo disse que "o elenco da série dos anos 90 também faz participação especial. Estão lá Maria Mariana, criadora da peça que deu origem ao seriado, Georgiana Góes, Daniele Valente e Deborah Secco, provocando nostalgia em alguns e dando a sua força a um projeto cheio de boas intenções, mas que perde-se em núcleos e assuntos demais, dando a impressão de que deveria voltar para a TV."
Em sua crítica para o Papo de Cinema, Willian Silveira disse que "evitar a nostalgia seria como evitar o passado. Apesar disso, Confissões de Adolescente é um filme que acerta em seguir adiante, sem olhar excessivamente para trás."

### Classificação indicativa
O filme foi lançado com classificação indicativa de 12 anos. Entretanto, a censura foi trocada, pois foram feitas várias reclamações a respeito das cenas de sexo e do consumo de drogas presentes no filme, ficando então com classificação para 14 anos.

## Prêmios e indicações
| Ano  | Prêmio                             | Categoria                       | Indicação                 | Resultado | Ref.  |
| ---- | ---------------------------------- | ------------------------------- | ------------------------- | --------- | ----- |
| 2014 | Capricho Awards                    | Filme do Ano                    | Confissões de Adolescente | Indicado  | [ 7 ] |
| 2015 | Grande Prêmio do Cinema Brasileiro | Melhor Roteiro Adaptado         | Matheus Souza             | Indicado  | [ 8 ] |
| 2015 | Grande Prêmio do Cinema Brasileiro | Melhor Longa-Metragem – Comédia | Confissões de Adolescente | Indicado  | [ 8 ] |